# 温革
温革（？—？），原名豫，原字不詳，後恥与降金宋将刘豫同名，遂改名革，更字叔皮，福建路惠安温厝（今福建省）人，宋朝政治人物，進士出身。

## 生平
政和五年（1115年）温革登进士。绍兴八年（1138年）任馆阁正字。绍兴十年（1140年）十月，贬为洪州通判。后调任南剑州知州。绍兴二十五年（1155年）任漳州知州，后提福建路转运使。

## 著作
著有类书《分门琐碎录》20卷、30门。